# Fufius atramentarius
Fufius atramentarius är en spindelart som beskrevs av Simon 1888. Fufius atramentarius ingår i släktet Fufius och familjen Cyrtaucheniidae. Inga underarter finns listade i Catalogue of Life.